# 10183 Ampère
10183 Ampère este un asteroid din centura principală, descoperit pe 15 aprilie 1996, de Eric Elst.